# Étanercept
L'étanercept est un inhibiteur du TNF-alpha. Il ne s'agit pas d'un anticorps monoclonal, mais d'une protéine de fusion de type immunoadhésine associant la fraction P75 du récepteur soluble du TNF-alpha avec un fragment Fc d'une IgG1.
Ce médicament est utilisé dans certains rhumatismes inflammatoires de l'adulte et de l'enfant ainsi que dans le traitement du psoriasis.

## Formes disponibles
Il est disponible en solution pour injection sous-cutanée (s.c.) hebdomadaire ou bi-hebdomadaire (selon l'indication).
Disponible en seringue ou en stylo injecteur.

## Efficacité
Dans la polyarthrite rhumatoïde, en association au méthotrexate, il s'avère plus efficace que ce dernier seul sur les symptômes et la stabilisation radiologique des lésions et la proportion de patients parvenant à être en rémission est d'autant plus importante que la maladie a été précocement prise en charge.

## Interaction médicamenteuse
- Le Compendium suisse des médicaments[6] signale une interaction avec l'anakinra.
- Celles des inhibiteurs du TNF alpha.

## Effets secondaires, contre-indications, précautions
Parmi les effets secondaires graves, des atteintes cutanées tels qu'un syndrome de Lyell, un érythème polymorphe ou un syndrome de Stevens-Johnson, ont été notifiés à la FDA pour l'étanercept.

## Statut légal
- En Belgique, sous ordonnance.
- En France, sous ordonnance de médicaments d'exception.
- Au Canada, sous ordonnance de médicaments d'exception.
- En Suisse, sous ordonnance.

## Marché
L'étanercept serait la troisième molécule médicamenteuse vendue, en termes de valeur, en 2012, avec un chiffre projeté de 8.1 milliards de dollars.